# Charl Snyman
Pas d'image ? Cliquez ici

a Compétitions nationales et continentales officielles uniquement.

Dernière mise à jour le 25 mars 2022.
Charl Snyman, né le 3 août 1967, est un joueur sud-africain de rugby à XV évoluant au poste de centre.

## Biographie
Charl Snyman arrive au FC Grenoble lors de la saison 1990-1991.
L'année d’après, le club alpin atteint les demi-finales du championnat de France 1991-1992.
La saison suivante sous l’ère des « Mammouths de Grenoble » il se voit privé du titre de champion de France en 1993, défait 14 à 11 par le Castres olympique dans des conditions rocambolesques.
L'année d’après, le FCG atteint encore les demi-finales du championnat de France 1993-1994, défait 22 à 15 par l’AS Montferrand.
Il effectue ensuite deux saisons à Vinay en 1re division groupe B avec Stéphane Weller, Gilles Claret, et Martial Servantes, tous anciens grenoblois.

## Palmarès

### En club
- Championnat de France de première division :
  - Vice-champion (1) : 1993[8] (FC Grenoble)
  - Demi-finaliste (2) : 1992 et 1994 (FC Grenoble)

- Cape du FC Grenoble[9]